# 梅尔·梅特卡夫
梅尔·梅特卡夫（英語：Mel Metcalfe）美国音频工程师。他共获得过3次奥斯卡最佳音响效果奖提名。

## 部分影视作品
- 星际旅行IV：抢救未来 (1986)[1]
- 美女与野兽 (1991)[2]
- 阿拉丁 (1992)[3]